# Juuka
Juuka [ˈjuːkɑ] (schwedisch historisch Juga) ist eine Gemeinde im Osten Finnlands mit 4352 Einwohnern (Stand 31. Dezember 2022). Sie liegt in der Landschaft Nordkarelien am Westufer des Pielinen-Sees. Die nächstgelegenen Städte sind Nurmes ca. 35 km im Norden, Lieksa ca. 40 km im Osten auf der anderen Seite des Pielinen und Joensuu ca. 75 km im Süden.
Im Kirchdorf von Juuka wohnen etwa 3200 Menschen. Juuka gehört zu den wenigen Orten in Ostfinnland, in denen die alte Holzbebauung erhalten geblieben ist. Das alte Zentrum des Kirchdorfes wird Puu-Juuka („Holz-Juuka“) genannt und ist mit seinen teils über 100 Jahre alten Holzhäusern ein kulturgeschichtlich wertvolles Ensemble. Die Landschaft von Juuka wird von Hügeln (vaara) und dem Pielinen-See geprägt. Die Paalasmaa-Inselgruppe, deren höchste Erhebung sich fast 130 Meter über den umgebenden Pielinen erhebt, befindet sich auf dem Gemeindegebiet von Juuka.
Der Abbau von Speckstein, einem weichen Gestein, aus dem u. a. Elemente für den Ofenbau hergestellt werden, bei Nunnanlahti in Juuka, ist der wichtigste Wirtschaftszweig der Gemeinde. Insgesamt beschäftigt die Specksteinindustrie 550 Menschen. In Nunnanlahti gibt es ein Specksteinmuseum.

## Persönlichkeiten
- Eetu Karjalainen (1895–1965), Politiker

## Einzelnachweise

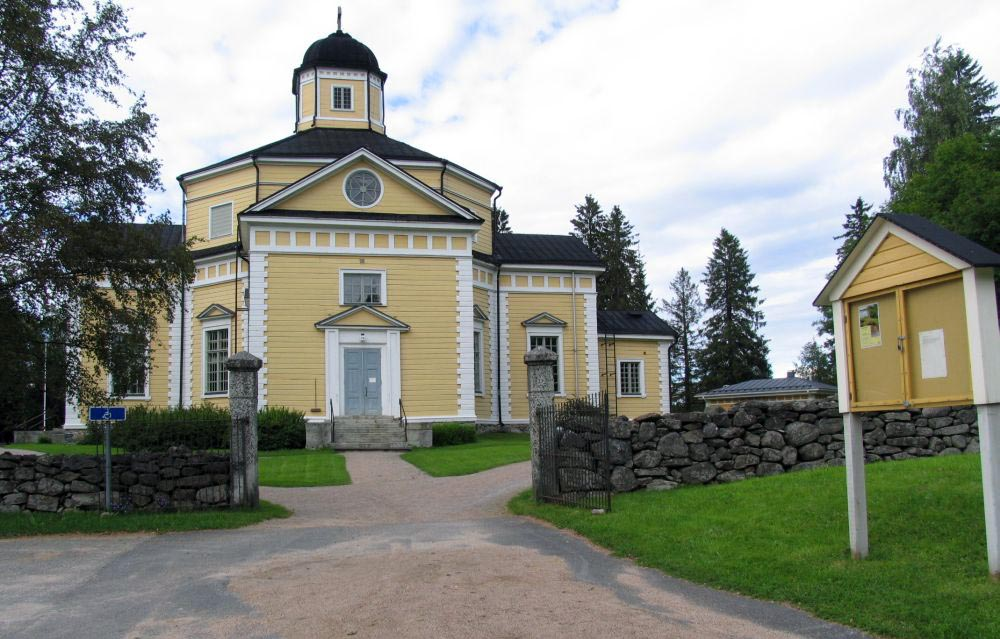
Kirche von Juuka
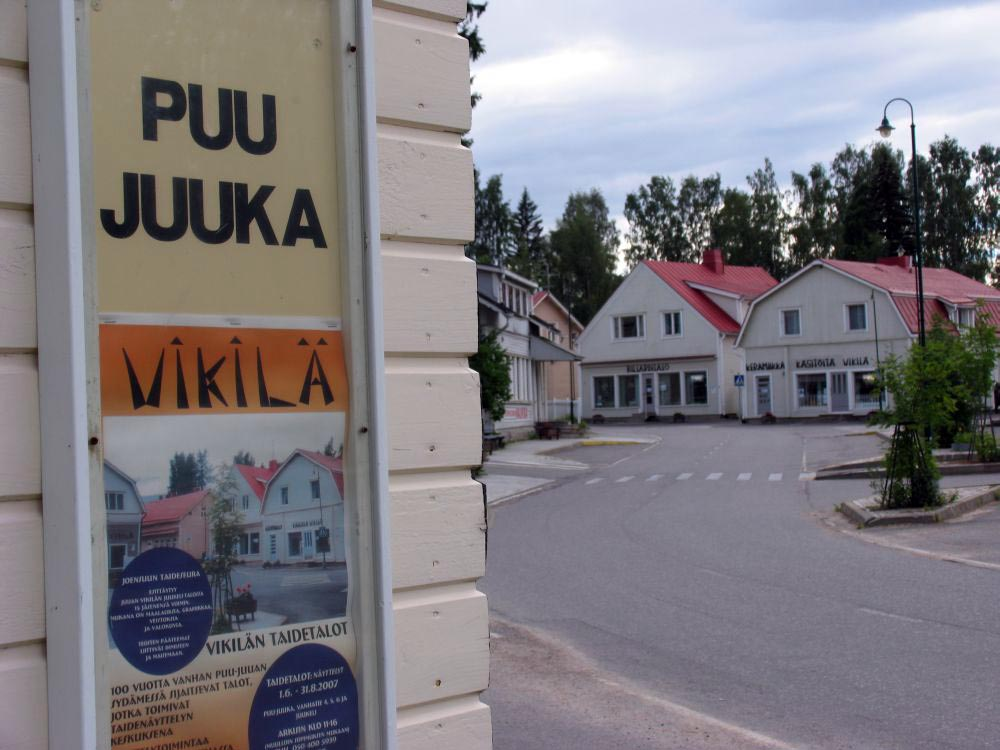
Holzhäuser in Puu-Juuka